# Chicken Little
Pour les articles homonymes, voir Petit Poulet (film, 1943).
Série Classiques d'animation Disney
La ferme se rebelle
(2004) Bienvenue chez les Robinson
(2007)
Pour plus de détails, voir Fiche technique et Distribution.
Chicken Little ou Petit Poulet au Québec (Chicken Little) est le 96e long-métrage d'animation et le 46e « Classique d'animation » des studios Disney. Sorti en 2005 et réalisé par Mark Dindal, il est inspiré du conte traditionnel The Sky Is Falling.
Le film reçoit globalement des critiques négatives, malgré son succès commercial.

## Synopsis
Tout remonte à un an auparavant, lorsque Chicken Little, un petit poulet de Oakeys Oaks, déclenche la panique en ville en sonnant la cloche de l'école en affirmant que le ciel s'écroule. Lorsque tout s'arrête enfin, Chicken Little guide les habitants de la ville vers le vieux chêne, en leur disant qu'il a reçu sur la tête un bout de ciel qui avait la forme d'un panneau de Stop ; cependant, il est incapable de trouver le morceau ; mais lorsque son père, ex-champion de baseball, arrive, il déclare que son fils a reçu un gland sur la tête, faisant de Chicken Little la risée de la ville.
Un an plus tard, Chicken Little est devenu tristement célèbre dans la ville pour avoir tendance à tout gâcher accidentellement. Ses seuls amis sont des parias comme lui : Abby Malard la cane, Boulard le très gros cochon et Fish le poisson hors de l'eau qui porte un scaphandre rempli d’eau. Abby, essayant d'aider Chicken Little, l'encourage à parler à son père, mais il veut seulement le rendre fier de lui. Il rejoint l'équipe de baseball de son école pour retrouver sa réputation et la fierté de son père, mais il est le dernier jusqu'à la neuvième manche du dernier match. Chicken Little est appelé à contrecœur à la batte par l'entraîneur, mais celui-ci insiste pour qu’il ne frappe pas la balle. Chicken Little réussit sa frappe et passe les trois premières bases alors que l'équipe adverse récupère la balle. Il tente d'atteindre le marbre, mais est alors touché par la balle. Alors que le public présume qu'il a perdu le match, l'arbitre enlève la poussière pour révéler que le pied de Chicken Little touche la base finale, validant le point et apportant la victoire à son équipe ; Chicken Little est alors salué comme un héros.
Plus tard dans la nuit du retour à la maison, Chicken Little est frappé à la tête une fois de plus par le même "morceau du ciel" - seulement pour découvrir qu'il ne s'agit pas d'un morceau du ciel, mais plutôt d'un panneau qui se camoufle. Il appelle ses amis pour l'aider à comprendre de quoi il s'agit.
Lorsque Fish appuie sur un bouton à l’arrière de l’hexagone, celui-ci s’envole dans le ciel, emmenant Fish avec lui. Il s'avère qu'il fait partie du camouflage d'un OVNI invisible piloté par deux extraterrestres en armure métallique. Après que Chicken Little, Abby et Boulard ont sauvé Fish, ils découvrent que les extraterrestres se dirigent vers la Terre. Les deux extraterrestres trouvent et attaquent le groupe, les poursuivant à travers un champ de maïs. Ils retournent précipitamment à l'école, où Chicken Little sonne la cloche pour donner l'alerte, mais les extraterrestres s'échappent, laissant derrière eux un enfant extraterrestre orange. Personne ne croit à l'histoire de l'invasion extraterrestre et la réputation de Chicken Little est de nouveau ruinée. Le lendemain matin, lui et ses amis découvrent l'extraterrestre orange nommé Kirby, et quelques minutes plus tard, toute une flotte de vaisseaux extraterrestres descend sur la ville et lance ce qui semble être une invasion. L'invasion est en réalité un malentendu, car les deux extraterrestres recherchent leur enfant perdu et n'attaquent que par inquiétude. Alors que les extraterrestres se déchaînent à travers Oakey Oaks, vaporisant tout sur leur passage, Chicken Little réalise qu'il doit rendre Kirby à ses parents pour sauver la planète, mais il doit au préalable confronter son père et regagner sa confiance.
Lors de l'invasion, Buck, retrouvant désormais sa fierté et sa confiance en son fils, le défend contre les extraterrestres jusqu'à ce qu'ils soient vaporisés. On découvre alors que les extraterrestres ne vaporisaient pas les gens mais les téléportaient à bord de l'OVNI. Il s'avère que les extraterrestres parcouraient la Terre et se sont intéressés à leur ville pour ses glands. On découvre également que le vaisseau de la famille extraterrestre a un panneau de camouflage défectueux qui "pourrait tomber et frapper quelqu'un à la tête". Après s'être expliqués, les extraterrestres, embarrassés, ramènent Oakey Oaks à la normale et ses habitants célèbrent les efforts de Chicken Little pour avoir sauvé la ville.
Un an plus tard, Chicken Little, Buck, ses amis et les citoyens d'Oakey Oaks regardent un film dans l'espace racontant un récit extrêmement fantaisiste des événements qui se sont produits, décrivant Chicken Little comme un héros d'action nommé Ace.

## Fiche technique
- Titre original et français : Chicken Little
- Titre québécois : Petit Poulet
- Réalisation : Mark Dindal
- Scénario : Steve Bencich, Ron Anderson et Ron J. Friedman d'après une histoire de Mark Dindal et Mark Kennedy, David Reynolds, Robert Baird et Daniel Gerson (additionnels), librement inspiré du conte Henny Penny (en)
- Conception graphique :
  - Direction artistique : Ian Gooding assisté de Dan Cooper
  - Décors : Davis Womersley assisté de Mac George
- Animation :
  - Animation numérique (GCI) : Kevin Geiger, Kyle Odermatt (supervision)
  - Effets spéciaux : Steve Goldberg (supervision)
- Montage : Dan Molina (supervision film), Robert Sephton (son)
- Musique : John Debney
- Production : Randy Fullmer (délégué) ; Peter del Vecho (associé)
- Société de production : Walt Disney Pictures
- Société de distribution : Buena Vista Pictures Distribution
- Budget : 150 millions de USD
- Format : Couleurs - 35 mm - 1,78:1 - Dolby Digital - SDDS - DTS
- Durée : 77 minutes
- Dates de sortie : 
  - États-Unis : 4 novembre 2005
  - France : 7 décembre 2005
  - Belgique : 9 novembre 2005

Note: La liste des « crédités » au générique étant trop longue pour être citée in extenso ici, nous n'avons repris que les principaux contributeurs.

## Distribution

### Voix originales
- Zach Braff : Chicken Little
- Garry Marshall : Buck Cluck
- Don Knotts : Mayor Turkey Lurkey (Le maire Dindon Léon)
- Patrick Stewart : Mr. Woolensworth (M. Toison d'Or)
- Amy Sedaris : Foxy Loxy
- Steve Zahn : Runt of the Litter (Boulard)
- Joan Cusack : Abby Mallard
- Wallace Shawn : Principal Fetchit
- Harry Shearer : Dog announcer (Chien commentateur)
- Fred Willard : Melvin, alien dad (Papa alien)
- Catherine O'Hara : Tina, alien mom (Maman alien)
- Patrick Warburton : Alien cop (Policier alien)
- Adam West : Ace, Hollywood « Chicken Little »
- Mark Walton : Goosey Loosey (Lucy)
- Mark Dindal : Morkubine Porcupine (Porc-épic) / Coach
- Dan Molina : Fish Out-of-Water
- Joe Whyte : Rodriguez / Acorn Mascot / Umpire
- Sean Elmore : Alien kid / Kirby
- Evan Dunn : Alien kid
- Matthew Josten : Alien kid
- Kelly Hoover : Mama Runts (Maman Boulard)
- Dara McGarry : Hollywood Abby
- Will Finn : Hollywood Fish
- Mark Kennedy : Hollywood Runt
- Danny Mann et Andrew Stanton : Reporters (Journalistes)
- Greg Berg : Voix additionnelles

### Voix françaises
- Lorànt Deutsch : Chicken Little
- Bernard-Pierre Donnadieu : Buck Cluck
- Marcel Guido : le maire Dindon Léon
- Philippe Catoire : M. Toison d'Or
- Marjorie Frantz : Foxy
- Emmanuel Garijo : Boulard
- Claire Keim : Abby Mallard
- Bernard Alane : Principal Fetchit
- Guy Chapellier : le commentateur
- Daniel Lafourcade : Melvin, le papa alien
- Marie-Martine : Tina, la maman alien
- Michel Vigné : Policier alien
- Emmanuel Jacomy : Chicken Little de Hollywood
- Pascal Renwick : Boulard de Hollywood
- Françoise Cadol : Abby de Hollywood
- Dan Molina : Fish
- Gerard Lanvin : Cheval de baseball
- Jean-Loup Horwitz : Lapin de baseball
- Boris Rehlinger : Cigogne de baseball
- Xavier Fagnon : Taureau de baseball
- Jean-Jacques Nervest : le coach
- Jean-Philippe Puymartin et Jean-Claude Sachot : Journalistes
Version française
  - Studio de doublage : Dubbing Brothers[1]
  - Direction artistique : Valérie Siclay (dialogues), Georges Costa (chansons)
  - Adaptation : Houria Lamhene-Belhadji (dialogues), Georges Costa (chansons)

### Voix québécoises
- Olivier Visentin : Petit Poulet
- Hugolin Chevrette : le P'tit Nabot (Boulard)
- Nadia Paradis : Abby Mallard
- Sylvain Hétu : Buck Cluck
- Dan Molina : Poisson-hors-de-l'eau
- Denis Michaud : Maire Dindon Poltron
- Stéphane Rivard : M. Woolensworth
- Éveline Gélinas : Foxy Loxy
- Benoit Éthier : Principal Fetchit
- Denis Mercier : Chien commentateur
- François L'Écuyer : Melvin (Père extraterrestre)
- Michèle Lituac : Tina (Mère extraterrestre)
- Daniel Picard : Ace (« Petit Poulet » de Hollywood)
- Hubert Gagnon : le « P'tit Nabot » de Hollywood
- Pierre Auger : Habitant en colère
- Thiéry Dubé : Coach
- Pierre Bédard : Soliste
- Nancy Fortin : Soliste femme

## Bande originale
La chanson thème de la version doublée en japonais est "Itsuka Kitto" de Maya Okamoto. Dans le doublage latino-américain, il s'agit de "Todos Tenemos A Alguien" (Nous avons tous quelqu'un) d'Alejandro Lerner,.

## Sorties cinéma
- USA : 30 octobre 2005 (avant-première à Los Angeles)
- Malaisie  : 3 novembre 2005
- USA  (sortie nationale), Arménie, Biélorussie, Canada, Équateur, Kazakhstan, Mexique, Russie, Taïwan,  : 4 novembre 2005
- Belgique : 9 novembre 2005
- République tchèque  : 10 novembre 2005
- Brésil, Colombie, Islande, Pologne  : 11 novembre 2005
- Pays-Bas  : 16 novembre 2005
- Géorgie  : 17 novembre 2005
- Espagne  : 18 novembre 2005
- Pérou  : 22 novembre 2005
- France  : 23 novembre 2005 (limité)
- Hongrie, Israël  : 24 novembre 2005
- Venezuela  : 25 novembre 2005
- Koweit, Philippines  : 30 novembre 2005
- Grèce,   Indonésie, Singapour : 1er décembre 2005
- Italie, Paraguay, Suisse  italophone : 2 décembre 2005
- France, Suisse francophone  : 7 décembre 2005
- Argentine, Chili  : 8 décembre 2005
- Turquie, Uruguay  : 9 décembre 2005
- Bolivie  : 15 décembre 2005
- Égypte  : 21 décembre 2005
- Japon, Panama  : 23 décembre 2005
- Hong Kong  : 24 décembre 2005
- Australie  : 1er janvier 2006
- Autriche  : 26 janvier 2006
- Allemagne, Slovénie, Corée du Sud  : 26 janvier 2006
- Finlande, Norvège, Suisse alémanique : 27 janvier 2006
- Suède  : 3 février 2006
- Danemark, Estonie, Royaume-Uni  : 10 février 2006

Source : IMDb

## Description
Bien que présenté comme le « premier long-métrage Disney entièrement en images de synthèse », Chicken Little est en fait le deuxième film réalisé avec cette technique sans l'aide de Pixar, après Mickey, il était deux fois Noël (2004), constitué de cinq courts métrages inédits. Le sujet, inspiré d'un conte anglophone traditionnel intitulé The Sky Is Falling, Chicken Little, Chicken Licken ou encore Henny Penny, avait déjà fait l'objet d'un court-métrage d'animation homonyme réalisé en 1943 par Clyde Geronimi. On doit à ce réalisateur de nombreux classiques Disney tels que Cendrillon (1950), Peter Pan (1953), La Belle et le Clochard (1955) ou encore Les 101 Dalmatiens (1961).
À la fin du film, lorsque l'un des extraterrestres regarde sa montre, on peut y apercevoir un Mickey ayant trois yeux. Le film fait référence à plusieurs autres films : Le Roi lion (scène d'ouverture), King Kong, Les Aventuriers de l'arche perdue (dont une scène est aperçue), Star Wars, La Guerre des mondes, Alien, Signes, la série StarTrek ainsi que Men in Black 2 pour la jaquette du DVD[réf. nécessaire].
Une polémique a surgi lors de la sortie du film sur sa publicité : certains trouvaient en effet le slogan « ce poulet va sauver le monde » de mauvais goût, en raison du contexte d'épidémie de grippe aviaire.

## Adaptation
Un jeu vidéo Chicken Little, édité par Buena Vista Games est sorti à partir de 2005 sur Windows, PlayStation 2, Xbox, GameCube et Game Boy Advance.